# Discursos de Nayib Bukele en la ONU
Desde su elección como presidente de El Salvador en 2019, Nayib Bukele ha participado en la Asamblea General anual de la Organización de las Naciones Unidas (ONU) pronunciando discursos ante el pleno de líderes mundiales. 
Sus intervenciones se han caracterizado por transmitir la visión de su gobierno sobre temas locales y globales, así como por plantear posturas críticas sobre el papel de la ONU y las relaciones entre países desarrollados y en vías de desarrollo.

## Estilo
Las alocuciones de Nayib Bukele en la ONU reflejan su estilo directo como mandatario, en ocasiones ajeno a la tradicional prudencia diplomática. Sus críticas al statu quo de la organización multilateral y sus propuestas disruptivas, como la idea de modernizar las sesiones al formato virtual, han generado controversia entre los asistentes. 
Sus breves discursos contrastan con los extensos informes de otros mandatarios en la Asamblea General. Esta retórica busca transmitir dinamismo y proyectar la imagen de un líder innovador.

## Desarrollo

### 2019
En septiembre de 2019, en su primer discurso ante la Asamblea General de la ONU tras asumir la presidencia de El Salvador ese mismo año, Nayib Bukele centró su mensaje en la importancia de las redes sociales y las nuevas tecnologías para la política y la participación ciudadana, contrastando esto con el formato que él consideraba "obsoleto" de los discursos frente al pleno de delegaciones en la Asamblea General.
Durante su alocución, Bukele aprovechó para tomarse una "selfi" desde el podio, gesto que generó desconcierto entre algunos asistentes pero que encajaba con el enfoque que el presidente salvadoreño quería dar sobre el poder transformador de la tecnología digital y las redes para la política y las relaciones internacionales.

Créanme, muchas más personas verán esta selfi que las que escucharán este discurso.
Nayib Bukele

Este discurso de Bukele estuvo en línea con su estilo de comunicación informal como presidente y su énfasis en el uso de redes sociales. Representó uno de los momentos más controversiales de su primera participación en la Asamblea General de la ONU, generando reacciones mixtas entre los delegados de otros países.

### 2020
En su discurso ante la Asamblea General de la ONU en septiembre de 2020, el presidente de El Salvador Nayib Bukele afirmó que el formato y relevancia del debate anual de líderes mundiales en la ONU se había vuelto "aún más irrelevante" ese año, en el contexto de la pandemia de COVID-19 que obligó a realizar los discursos de forma virtual.
Bukele argumentó que para la mayoría de la población mundial el debate pasaba desapercibido y que incluso muchas personas desconocían de su existencia. Aseguró haber consultado al respecto con personas de diversas edades, detectando un generalizado desconocimiento y desinterés sobre la Asamblea General de la ONU que se realizaba en ese momento.
Pese a la dura crítica realizada al organismo, Bukele aclaró que la formulaba desde una postura autocrítica y de creencia en el potencial de la ONU como herramienta para el bien común. Consideró los cambios forzados por la pandemia como reactivos y no proactivos, y llamó a una transformación valiente hacia el futuro que se deseaba construir.
El presidente salvadoreño agradeció la cooperación internacional recibida para enfrentar al COVID-19, pero señaló que había sido de forma bilateral y no por liderazgo de la ONU. Hizo un llamado a prepararse mejor para futuras amenazas globales y aprovechar la oportunidad de la pandemia para generar cambios positivos.
Bukele remarcó el potencial de las nuevas tecnologías para resolver problemas históricos de la humanidad y ejemplificó con los avances en el sistema de salud de El Salvador durante la pandemia. Su discurso reflejó un llamado a reformar y modernizar el rol de la ONU para encarar los desafíos globales contemporáneos.

### 2021
En septiembre de 2021, el presidente de El Salvador, Nayib Bukele, se dirigió a la Asamblea General de las Naciones Unidas mediante un mensaje en video. En su breve intervención de aproximadamente seis minutos, Bukele planteó su preocupación sobre el estado del mundo y advirtió que la humanidad se dirigía hacia una crisis de grandes proporciones comparable a la Segunda Guerra Mundial.
El mandatario salvadoreño argumentó que el planeta estaba cada vez más acelerado, desunido, ansioso, pesimista e individualista. A su juicio, casi nadie tenía claridad sobre el rumbo de la humanidad y se limitaban a resolver problemas coyunturales sin una visión a largo plazo.
Bukele hizo un repaso por momentos históricos como la Primera Guerra Mundial, la Gran Depresión y la Segunda Guerra Mundial, resaltando que de estas crisis surgieron instituciones multilaterales como la Liga de las Naciones y las propias Naciones Unidas. Sin embargo, consideró que el optimismo inicial se había perdido y que la ONU se acercaba a la obsolescencia.
El presidente salvadoreño anunció la intención de su país de trazar un nuevo camino orientado al desarrollo económico y social, tomando como inspiración pensadores como Confucio. Aseguró que El Salvador buscaría ser un ejemplo, ante la incapacidad que en su opinión ha mostrado la ONU para refundar el multilateralismo.
El discurso de Bukele contrastó con los tradicionales mensajes de otros mandatarios ante la Asamblea General, donde suelen referirse a temas locales e internacionales por períodos más extensos. Representó una postura crítica sobre el estado actual del mundo y de la efectividad de la ONU.

### 2022

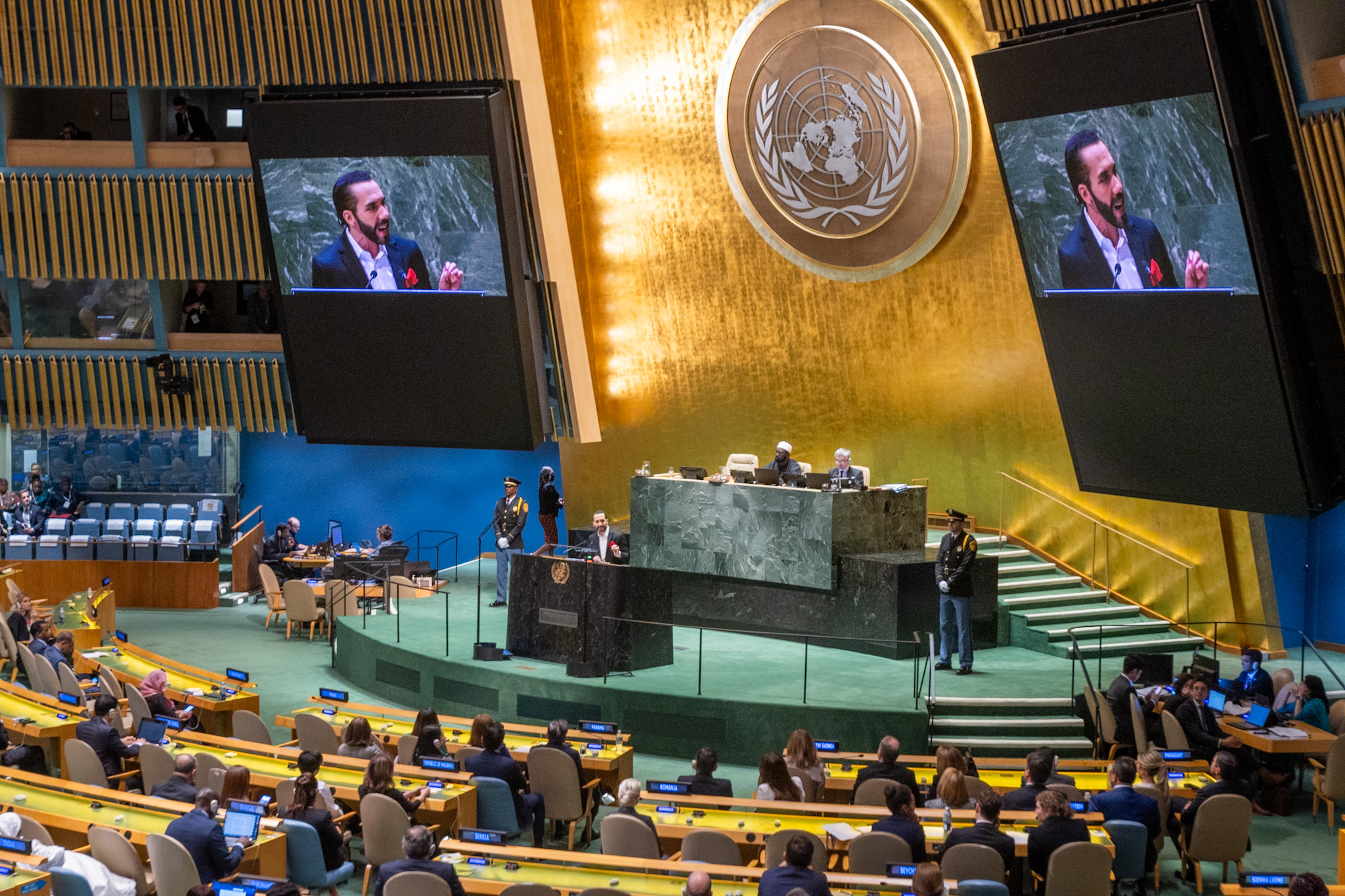
Nayib Bukele durante un discurso en la Asamblea General de la ONU.

En su discurso ante la Asamblea General de la ONU en septiembre de 2022, el presidente de El Salvador, Nayib Bukele, resaltó los avances que según su gobierno se habían alcanzado en el país en materia de seguridad y desarrollo económico.
Bukele afirmó que en un corto período de tiempo El Salvador había pasado de ser considerado uno de los países más peligrosos del mundo a estar en camino a convertirse en uno de los más seguros del continente americano.
El mandatario atribuyó estos cambios a diversos factores como el surgimiento del turismo, la adopción del bitcoin y las políticas de su gobierno contra el crimen organizado. Destacó que el país ahora era conocido por sus playas, volcanes y otros atractivos en lugar de la violencia y la guerra.
No obstante, Bukele también expresó que la soberanía de El Salvador no era respetada por países más poderosos que, en su opinión, pretendían ejercer influencia sobre la nación centroamericana.
El presidente salvadoreño reiteró su postura de que el formato de la Asamblea General estaba obsoleto, pero justificó su participación como una oportunidad para recordar los propósitos de unidad y cooperación para los que fueron creadas las Naciones Unidas.
Bukele proyectó la imagen de un país transformado y defender la autodeterminación de El Salvador ante las potencias mundiales. Su discurso planteó una visión de los cambios en su gestión de gobierno y una postura crítica sobre las relaciones de poder entre países.

### 2023
Durante su discurso, Bukele reivindicó las políticas de seguridad implementadas por su gobierno desde 2019, las cuales habían logrado reducir drásticamente los altos niveles de criminalidad que aquejaban históricamente al país.
El mandatario señaló que El Salvador pasó de tener una tasa de 103 homicidios por cada 100.000 habitantes en 2015 a solo 7,8 en 2022. De esta forma, afirmó, el país dejó de ser considerado como el más peligroso del mundo para convertirse en uno de los más seguros de América Latina, compitiendo incluso con Canadá en los rankings regionales.
Bukele atribuyó estos avances a las mayorías obtenidas por su partido Nuevas Ideas en las elecciones de 2019 y 2021, que le permitieron implementar reformas en el sistema judicial, las leyes y las políticas de persecución penal. Aunque reconoció haber recibido críticas, defendió la postura de no ceder ante ellas.
El presidente salvadoreño resaltó indicadores como la celebración de los Juegos Centroamericanos y del Caribe en junio y julio, así como la próxima realización del certamen Miss Universo en el país. También destacó que El Salvador se ha convertido en la capital mundial del surf. Estos eventos e hitos demostraban, según Bukele, los avances en seguridad y el nuevo posicionamiento internacional logrados.
Finalmente, afirmó que estas políticas buscaban también crear condiciones para revertir la migración irregular. Su discurso en la ONU posicionó a El Salvador como un caso de éxito en la lucha contra la violencia criminal en la región latinoamericana.